# Tom Rogic
Tomas Petar „Tom“ Rogic (* 16. Dezember 1992 in Canberra) ist ein ehemaliger australisch-serbischer Fußball- und Futsalspieler.

## Karriere

### Verein
Tom Rogic, der 1992 in Griffith, einem Stadtteil der australischen Hauptstadt Canberra geboren wurde, begann seine Karriere bei Tuggeranong United. Für den Verein aus dem gleichnamigen Stadtbezirk der Planhauptstadt spielte er von 2007 bis 2009, ehe er an der Australian National University studierte. Für die Fußballmannschaft der staatlichen Universität spielte er in der ACT Premier League (Australian Capital Territory Premier League). Im Januar 2012 unterschrieb Rogic einen Vertrag bei den Central Coast Mariners aus der A-League. Er gab sein Profidebüt gegen Adelaide United am 21. Januar 2012. Einen Monat später konnte Rogic auch den ersten Treffer als Profi im Spiel gegen Melbourne Victory erzielen. Im Januar 2013 wechselte er für eine Ablöse nach Schottland zu Celtic Glasgow. Bei seinem neuen Verein konnte er mit zwei Siegen im Schottischen Pokal und in der Meisterschaft seine ersten Erfolge feiern. Zu Beginn des Jahres 2014 wurde Rogic für vier Monate an Melbourne Victory verliehen, um sich für die anstehende Weltmeisterschaft in Brasilien zu empfehlen und Spielpraxis zu sammeln. Nach seiner Rückkehr spielte er noch acht weitere Jahre bei den Schotten und gewann dort insgesamt 19 nationale Titel. Im Sommer 2022 war Rogic dann kurzzeitig vereinslos, ehe er im September einen Vertrag beim englischen Zweitligisten West Bromwich Albion unterschrieb.

### Nationalmannschaft
Von 2010 bis 2011 spielte Rogic in der Australischen Futsalnationalmannschaft, mit der er an der Asienmeisterschaft 2010 teilnahm. Im Jahr 2012 debütierte Rogic unter dem deutschen Trainer Holger Osieck in der Fußballnationalmannschaft der Socceroos im Länderspiel gegen Südkorea. Bei der Fußball-Weltmeisterschaft 2014 stand er nicht im Kader, bei der Fußball-Weltmeisterschaft 2018 in Russland, bei der Australien in der Vorrunde nach zwei Niederlagen gegen Frankreich und Peru und einem Unentschieden gegen Dänemark noch in der Vorrunde ausschied, hingegen schon. Rogic absolvierte alle drei Partien. Er kam insgesamt auf 53 Länderspiele, in denen er neun Treffer erzielen konnte.

## Erfolge
- Schottischer Meister: 2013, 2015, 2016, 2017, 2018, 2019, 2020, 2022
- Schottischer Pokalsieger: 2013, 2017, 2018, 2019, 2020
- Schottischer Ligapokalsieger: 2015, 2017, 2018, 2019, 2020, 2022